# Karl Pfleger (Theologe)
Karl Pfleger (* 6. Oktober 1883 in Dachstein, Elsass; † 7. April 1975 in Behlenheim, Elsass) war ein deutscher Theologe und Essayist.

## Lebenslauf
Nach dem Besuch des Gymnasiums trat Karl Pfleger 1902 in das Priesterseminar in Straßburg ein. 1908 empfing er die Priesterweihe. Danach war er Vikar in Brumath, von 1919 bis 1937 Pfarrer in Bilwisheim, von 1937 bis 1952 in Behlenheim, beides Orte mit damals weniger als 200 Einwohnern. Schwerpunkt seines Wirkens war sein literarisches Engagement. Hierfür wurden ihm die Titel Kanonikus, Prälat und Dr. theol. (1964 Ehrendoktor der Albert-Ludwigs-Universität Freiburg) sowie der Oberrheinische Kulturpreis zuerkannt.

## Wirken
Karl Pfleger versuchte, den katholischen Christen seiner Zeit die moderne Literatur nahezubringen. Er war mit vielen Schriftstellern der Weltliteratur vertraut, in der Philosophie besonders mit Schelling, Schopenhauer und Nietzsche. Später verbreitete er die Gedanken des französischen Denkers und Schriftstellers Ernest Hello sowie des Jesuiten Teilhard de Chardin.
Karl Pfleger war von 1907 bis 1975 Mitarbeiter der Zeitschrift Der Elsässer sowie der von 1919 bis 1962 existierenden Zeitschrift Die Seele. Außerdem war er Mitarbeiter der Wochenzeitschrift  Christlicher Sonntag, später weitergeführt als Christ in der Gegenwart. Darüber hinaus verfasste er zahllose Artikel in vielen katholischen Zeitschriften und zahlreiche Bücher.

## Schriften
- Im Schatten des Kirchturms. Die stillen Erlebnisse eines Dorfpfarrers. Paderborn 1932 (4. Aufl. 1952)
- Geister, die um Christus ringen. Salzburg und Leipzig 1934 (7. Aufl. Heidelberg 1959)
- Die christozentrische Sehnsucht. Alsatia Verlag, Colmar 1945 (Überarbeitete Neuauflage: Die verwegenen Christozentriker. Freiburg 1964)
- Dialog mit Peter Wust. Heidelberg 1949 (2. Aufl. 1953)
- Die reichen Tage. Münster 1951 (3. Aufl. 1964)
- Nur das Mysterium tröstet. Frankfurt am Main 1957 (2. Aufl. 1959)
- Kundschafter der Existenztiefe. (Über Max Picard, Simone Weil, Paul Claudel, Peter Wust, Reinhold Schneider, Georges Bernanos) Verlag Josef Knecht, Frankfurt am Main 1959 (2. Aufl. 1960)
- Christlicher Aufschwung. Frankfurt am Main 1963 (2. Aufl. 1965)
- Glaubensrechenschaft eines alten Mannes. Frankfurt am Main 1967 (2. Aufl. 1968)
- Christusfreude. Auf den Wegen Teilhard de Chardins. Frankfurt am Main 1973 (2. Aufl. 1974), ISBN 3-7820-0305-5
- Lebensausklang. Frankfurt am Main 1975, ISBN 3-7820-0331-4